# Wilhelm Sachsenmaier
Wilhelm Sachsenmaier (* 24. Februar 1927 in Kufstein; † 14. April 2017 in Inzing) war ein österreichischer Sportschütze und Biochemiker. Er nahm an den Olympischen Sommerspielen 1952 und 1960 teil. Als Biochemiker beschäftigte er sich mit der Krebsforschung und war ab 1970 bis zu seinem Rückzug Professor an der Universität Innsbruck.

## Leben
Wilhelm Sachsenmaier studierte in Innsbruck Pharmazie und machte seinen Doktor in Pharmazeutischer Chemie. Anschließend war er als Postdoc in Madison in der Krebsforschung tätig, ehe er in Deutschland am Deutschen Krebsforschungszentrum arbeitete. 1970 übernahm er die Professur für Biochemie an der Universität Innsbruck, wo er auch das Institut für Biochemie und Experimentelle Krebsforschung gründete. Ab 1979 war er auch Honorarprofessor der Philosophischen / Naturwissenschaftlichen Fakultät und ab 1980 Professor am Institut für Medizinische Chemie und Biochemie. Im Jahr 1978 organisierte er die Jahrestagung der Gesellschaft Deutscher Naturforscher und Ärzte. Er gehörte zu den Herausgebern von Cell Biology International und des European Journal of Cell Biology.